# Antipathes chota
Antipathes chota är en korallart som beskrevs av Cooper 1903. Antipathes chota ingår i släktet Antipathes och familjen Antipathidae.
Artens utbredningsområde är Indiska oceanen. Inga underarter finns listade i Catalogue of Life.